# Affaire Jean-Baptiste Hennequin
Pour les articles homonymes, voir Hennequin.
 (novembre 2009).
Si vous disposez d'ouvrages ou d'articles de référence ou si vous connaissez des sites web de qualité traitant du thème abordé ici, merci de compléter l'article en donnant les références utiles à sa vérifiabilité et en les liant à la section « Notes et références ».
Jean-Baptiste Hennequin, né le 16 juin 1935 à Fresnoy-le-Grand, est un tueur français, connu pour avoir assassiné les directeurs et la réceptionniste du Grand Hôtel de Saint-Quentin (Aisne), le 20 janvier 1997.
Le Grand Hôtel a fermé ses portes en 2019, et a rouvert en juin 2021 en tant que 4*.

## Les faits

### La découverte sinistre auGrand Hôtel
Au matin du 20 janvier 1997, les pompiers de Saint-Quentin sont appelés pour un incident survenu au Grand Hôtel, un établissement hôtelier réputé dans la région pour sa qualité et son emplacement au cœur de la ville situé au no 6 rue Dachery. Dépêchés sur place, les pompiers se rendent compte qu'au sol de la chambre 101 gisent deux corps : il s'agit du directeur de l'hôtel, Léo Roupioz, et de sa compagne Gisèle Kunstler. Les victimes ont été tuées vraisemblablement à l'arme blanche et ont été massacrées. Sur leur dos, les pompiers trouvent un mot, anonyme, qui revendique le double assassinat.
Les policiers, arrivés sur place, découvrent que le groom, la réceptionniste et enfin le veilleur de nuit manquent à l'appel.
Les pompiers, de leur côté, sont appelés pour un incendie qui s'est déclaré dans un studio situé rue de l'Est. Ils se rendent sur place et découvrent que celui-ci est dans un désordre total, et relèvent plusieurs départs de feu : l'incendie est d'origine criminelle. Ils apprennent que le studio appartient à Jean-Baptiste Hennequin, qui n'est autre que le veilleur de nuit du Grand Hôtel.
Surpris par cette coïncidence, les policiers se mettent à la recherche de Hennequin, tandis que d'autres policiers inspectent l'hôtel de fond en comble à la recherche d'indices leur permettant de comprendre ce qui s'est passé.
Au sous-sol de l'hôtel, ils découvrent le groom Philippe Bertrand qui a été enfermé. Ce dernier est tétanisé et leur raconte que c'est le veilleur de nuit Jean-Baptiste Hennequin qui l'a enfermé en utilisant le même stratagème qu'avec la réceptionniste prétextant une éventuelle fuite d'eau au sous-sol. Le jeune groom révèle aux policiers qu'Hennequin lui a dit qu'il avait lui-même tué les 2 patrons et la jeune femme et qu'il l'avait aussi menacé avec son arme. Sur ses indications, les enquêteurs retrouvent le corps sans vie à l'arrière du sous-sol, dans la cave à vin de l'hôtel : il s'agit de Michèle Fabris, la jeune réceptionniste âgée de 25 ans.

### L'enquête
Les autopsies pratiquées sur les trois corps révèlent que Michèle Fabris ainsi que Gisèle Kunstler ont été tuées d'une balle sous l'oreille gauche et que le tueur a frappé les deux victimes de plusieurs coups de hachette. Quant à Léo Roupioz, il a été lui aussi frappé de plusieurs coups de hachette (cinq au total) mais n'a pas été tué par balle.
À la suite des déclarations du groom Philippe Bertrand, qui a affirmé que Jean-Baptiste Hennequin avait tué la réceptionniste, les policiers sont convaincus que le veilleur de nuit est l'auteur du triple meurtre. De plus ces derniers ont découvert que Jean-Baptiste Hennequin avait volé la recette de l'hôtel et qu'il avait laissé un mot sur le bureau de la réceptionniste, sur lequel fut écrit « Absence définitive de l'intéressée » pour Mme Fabris. Par ailleurs, l'enquête permet d'affirmer que Jean-Baptiste Hennequin s'entendait plutôt bien avec le directeur mais que ses rapports avec Gisèle Kunstler étaient souvent conflictuels. De plus, Hennequin ne supportait plus Michèle Fabris qui entretenait de bons rapports avec Mme Kunstler et qui, selon le veilleur de nuit, lui disait tout ce qu'il lui confiait.
Le 29 janvier 1997, les policiers trouvent la Volkswagen Polo III noire de Michèle Fabris, que Jean-Baptiste Hennequin avait volée, stationnée dans une rue du quartier des Gares à Amiens. Les enquêteurs sont presque certains que le meurtrier n'est plus à Amiens et qu'il a pris le train le jour même de l'assassinat. Pour les enquêteurs, deux pistes sont évoquées quant à la fuite du veilleur de nuit :
- soit il est réfugié au Royaume-Uni, car Jean-Baptiste Hennequin parle couramment l'anglais et a une bonne connaissance de ce pays ;
- soit il est parti à Paris.

Un mandat d'arrêt international est publié contre Jean-Baptiste Hennequin, visant particulièrement la France et le Royaume-Uni, mais en vain : Jean-Baptiste Hennequin reste introuvable.
Mais le matin du 22 mai 1997, le gérant de l'hôtel La Nouvelle France (remplacé en 2007 par l'hôtel Paris Lafayette), situé 23 rue des Messageries dans le Xe arrondissement de Paris, téléphone au commissariat de la porte Saint-Denis pour se plaindre du vol de la recette de son établissement. Le méfait aurait été selon lui commis par un client. Arrivés sur place, les policiers parisiens inspectent chaque chambre ; soudain, alors qu'ils inspectent la chambre d'un certain « Monsieur Jean Dampierre » qui paraît exaspéré de la fouille de sa chambre, les policiers trouvent un fusil semi-automatique .22 Long Rifle à canon scié, des munitions et des articles de journaux ayant tous pour thème le « triple meurtre du Grand Hôtel » survenu à Saint-Quentin quelques mois plus tôt. « M. Dampierre », pour justifier la présence de l'arme et des munitions dans sa chambre, explique qu'il a récemment été agressé, et qu'il n'est « pas du style à se laisser faire ». Peu convaincus de cette maigre explication, les policiers l'arrêtent et découvrent, par une Carte Orange que l'homme se nomme, en fait, Jean-Baptiste Hennequin et qu'il est recherché depuis plusieurs mois pour le triple meurtre du Grand Hôtel de Saint-Quentin.
Le 23 mai 1997, Jean-Baptiste Hennequin est transféré à Saint-Quentin, où il est déféré devant le juge d'instruction Jean-Yves Lourgouilloux. Il est écroué et incarcéré quelques jours plus tard pour assassinat et séquestration.

## Le procès

### Première journée

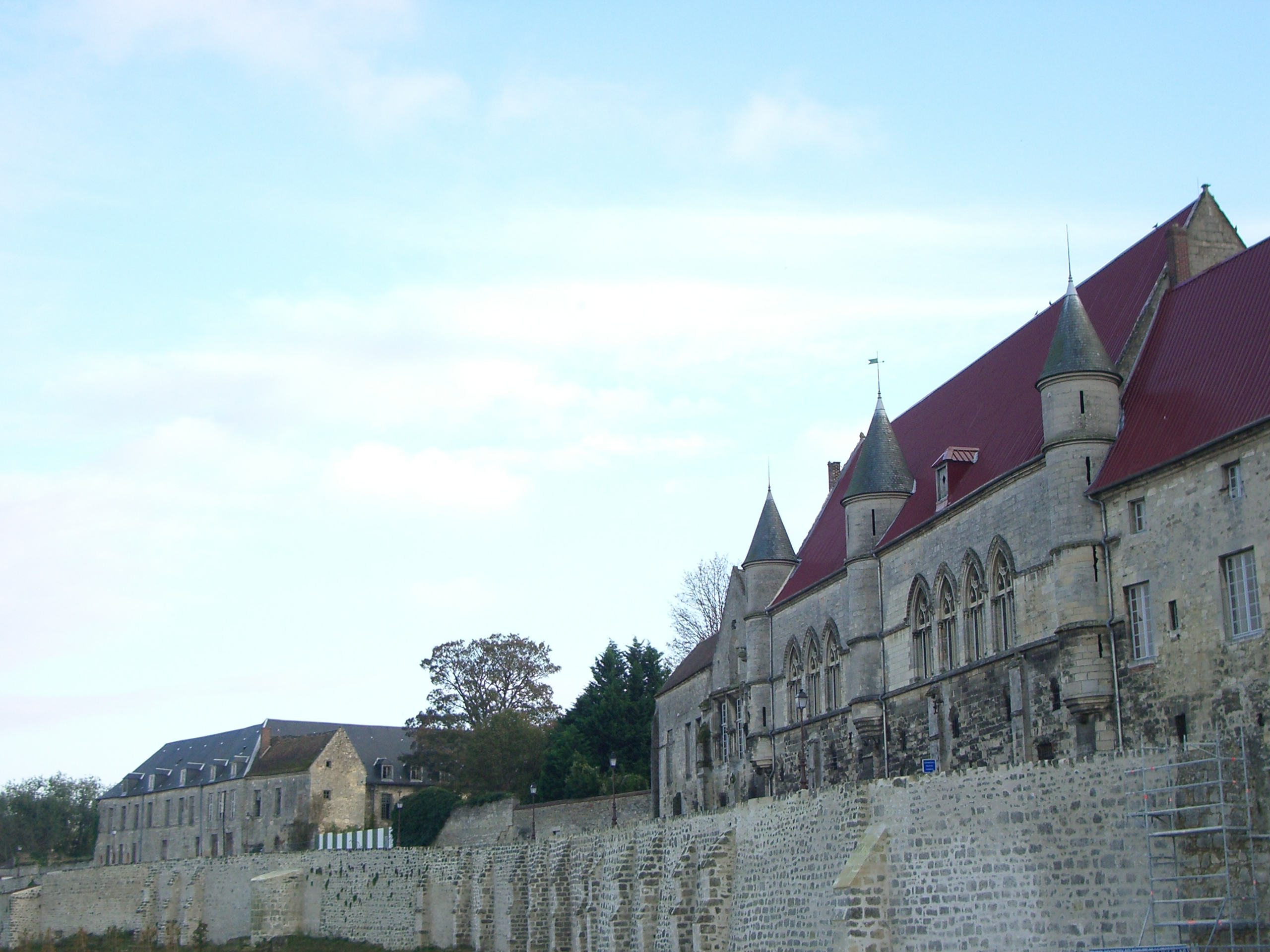
Le palais de justice de Laon, théâtre du procès de Jean-Baptiste Hennequin.

Le 17 juin 1999 s'ouvre le procès de Jean-Baptiste Hennequin au palais de justice, devant la cour d'assises de Laon, dans l'Aisne. Durant le premier jour, l'accusé refuse d'évoquer son enfance, son passé, jugé difficile par les psychiatres qui examinent Hennequin depuis son arrestation. Par ailleurs, sa femme et ses enfants ont refusé de venir à son procès. Hennequin est décrit comme un homme solitaire, autoritaire, refusant la moindre critique et détestant les patrons en règle générale. D'ailleurs son instabilité professionnelle est caractérisée par le fait qu’il est toujours à l’origine de la rupture de son contrat de travail.
Cependant quelques collègues de Jean-Baptiste Hennequin s'accordent à dire qu'il faisait très bien son travail, qu'il était intelligent, élégant, cultivé et même agréable, jovial et chaleureux.
L'enquête a déterminé qu’il avait un casier judiciaire : il a été arrêté une première fois en 1967 pour avoir tenté de tuer sa femme en voiture et a été condamné à trois ans de prison par le tribunal correctionnel de Laon ; puis il a été arrêté une seconde fois en 1985 pour avoir tiré avec un pistolet à grenaille sur un travesti dans le bois de Boulogne (ce dernier a perdu un œil) et condamné à trois ans de prison (dont un ferme) par la cour d'assises de Paris.
Par la suite, il a consulté un psychiatre en 1981 en raison de problèmes divers, et ce dernier lui a dit que le stress et l'anxiété faisaient partie intégrante de sa personnalité, l'empêchaient de dormir, et qu'il souffrait de paranoïa. Jean-Baptiste Hennequin déclare au cours du procès qu'il se sent persécuté et que tout le monde lui en veut.

### Deuxième journée
Durant le deuxième jour du procès, Jean-Baptiste Hennequin raconte avec de nombreux détails ce qu'il s'est passé durant la nuit du 20 janvier 1997 : muni d'une hachette Leborgne et d'une arme de poing, il s'est rendu au Grand Hôtel vers minuit pour prendre son service, puis a fait irruption dans la chambre de Léo Roupioz et de sa femme pour leur parler. Il les a réveillés et Léo Roupioz a refusé de lui adresser la parole. Jean-Baptiste Hennequin l'a alors frappé de plusieurs coups de hachette, puis il s'est rendu dans la salle de bains où s'était réfugiée Gisèle Kunstler, l'a poussée contre le lit, l'a blessée d'une balle sous l'oreille gauche et l'a massacrée de plusieurs coups de hachette. 
Hennequin affirme encore être descendu à la réception pour écrire deux mots, qu'il a déposés sur le dos de chacune des deux victimes. Puis, lorsqu'à 7h Michèle Fabris arrive au Grand Hôtel, Jean-Baptiste Hennequin lui fait croire qu'il y a une fuite d'eau au sous-sol. Elle s'y rend, suivie de Hennequin qui la pousse dans une pièce, lui porte des griefs avant de la tuer d'une balle dans la tête et de l'achever à coups de hachette, car selon ses termes, « elle bougeait encore ». Il a ensuite servi les petits déjeuners aux clients, comme si rien ne s'était passé, puis a quitté le Grand Hôtel avec la Volkswagen Polo noire de Michèle Fabris vers 9h30.
Jean-Baptiste Hennequin affirme qu'il a tué le directeur parce que celui-ci « refusait toujours le dialogue », que de toute façon il « n'aimait pas les patrons » et que Léo Roupioz était sur le point de le mettre à la retraite. D'ailleurs Hennequin pensait ne pas être reconnu dans son travail. Tout cela l'aurait poussé à commettre ces crimes, outre la haine qu'il éprouvait pour ses patrons et Mme Fabris.
Le 18 juin 1999, Jean-Baptiste Hennequin est condamné à la réclusion criminelle à perpétuité pour assassinat et séquestration assortie d'une période de sûreté de 22 ans, soit la peine maximale, correspondante au réquisitoire demandé par l'avocat général Jean-Philippe Vicentini. Son pourvoi en cassation, fondé sur un moyen unique relatif à une suspension d'audience, est rejeté le 19 avril 2000.

## Documentaire télévisé
- Faites entrer l'accusé, présenté par Christophe Hondelatte, le 22 novembre 2009, « Jean-Baptiste Hennequin, triple meurtre au Grand Hôtel », sur France 2.

## Articles de presse
- « Sandrine Billard, l'avocate du portier du Grand Hôtel de St-Quentin, se souvient » Article de J.-M. Vaillant publié le 5 juillet 2011 dans La Voix du Nord.
- « Eté meurtrier. Jean-Baptiste Hennequin, le tueur du Grand Hôtel » Article de Yves Klein publié le 25 juillet 2014 dans L'Union L'Ardenais.